# Christuskirche (Podmokly)

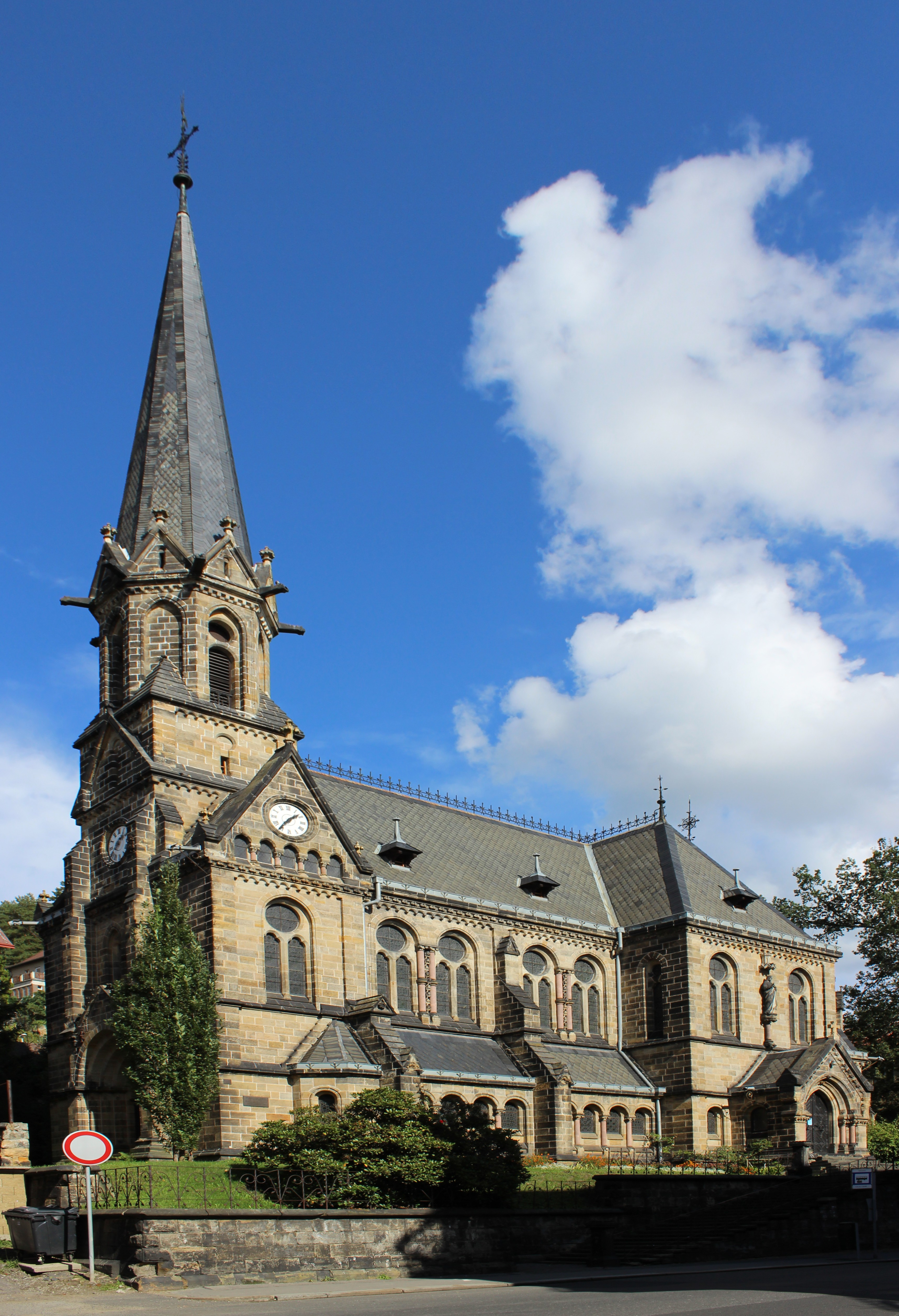
Podmokly, Christuskirche

Die Christuskirche ist die evangelisch-lutherische Pfarrkirche von Podmokly (deutsch Bodenbach), einem Ortsteil von Děčín in der Aussiger Region im Nordwesten Tschechiens. Bis 1918 bildete sie Teil der Evangelischen Superintendentur A. B. Westböhmen, bis 1945 gehörte sie der Deutschen Evangelischen Kirche in Böhmen, Mähren und Schlesien, seither der Evangelischen Kirche der Böhmischen Brüder an.

## Geschichte
Während der Reformation bildete sich 1559 in Bodenbach eine evangelische Kirchengemeinde, die jedoch 1624 im Zuge der Gegenreformation ihr Ende fand. Die Situation änderte sich erst wieder ab 1850, als mit dem Anschluss der sächsischen Bahnstrecke Děčín–Dresden-Neustadt an die österreichische k.k. Nördliche Staatsbahn zahlreiche Zoll- und Bahnbeamte aus Sachsen nach Bodenbach übersiedelten und hier eine eigene evangelisch-lutherische Kirchengemeinde begründeten. Mit dem Kirchenbau wurde der Dresdner Architekt Gotthilf Ludwig Möckel beauftragt, der hier in den Jahren 1881 bis 1884 eine vereinfachte Kopie seiner 1873–1876 errichteten Lukaskirche in Zwickau-Planitz errichtete. Wie dort ist die Kirche in Bodenbach als dreischiffige Basilika mit niedrigen Seitenschiffen, einem weiten Querhaus und vorgesetztem, über der Firstlinie in ein Oktogongeschoss übergehenden Westturm als Werksteinbau in frühgotischer Formensprache entworfen.